# Patricia Parry
Pour les articles homonymes, voir Parry.
Patricia Parry, née le 9 mai 1958 à Toulouse et morte le 1er juin 2013, est une romancière française, auteure de romans policiers.

## Biographie
Née d’une mère française et d’un père camerounais, elle fait des études de médecine et exerce le métier initial de psychiatre. Puis, marquée par l’explosion de l'usine AZF de Toulouse, le 21 septembre 2001, alors qu’elle travaille à l’hôpital départemental Gérard-Marchant situé en face de l'usine, elle décide de commencer une carrière d'auteur de thrillers historiques tout en continuant à exercer le métier de psychiatre.
Parus entre 2005 et 2012, ses quatre romans policiers remportent de nombreux prix littéraires. L'Ombre de Montfort. 1218-2001 évoque Simon de Monfort, chef de la croisade contre les Cathares au sein d'une intrigue contemporaine qui évoque l’explosion de l'usine chimique AZF. Dans les deux romans suivants apparaît Antoine Le Tellier, psychiatre et détective amateur. Dans Petits arrangements avec l'infâme, ce séduisant héros rapproche un meurtrier contemporain de Jean Calas, accusé à tort d’assassinat. Dans Cinq leçons sur le crime et l'hystérie (2008), il met en parallèle l'actualité récente de plusieurs meurtres avec une série d'assassinats perpétrés pendant le séjour à Paris, à la fin du XIXe siècle, de Sigmund Freud dans les classes de Jean-Martin Charcot où sévissent l'antisémitisme et la misogynie. 
Le dernier roman de Patricia Parry, Sur un lit de fleurs blanches (2012), se passe dans le Paris de 1885 : le jeune médecin Victor Dupuy et la belle Clara Saint-James font enquête pour démasquer le tueur de plusieurs jeunes innocents.

## Œuvres

### Romans

#### SérieAntoine Le Tellier
- Petits arrangements avec l'infâme, Paris, Le Seuil, coll. Thriller, 2007
- Cinq leçons sur le crime et l'hystérie, Paris, Le Seuil, coll. Thriller, 2008

#### Autres romans policiers
- L'Ombre de Montfort. 1218-2001, Paris, Édition Empreinte. coll. Lettres du Sud, 2005
- Sur un lit de fleurs blanches, Paris, Édition Le Masque, Le Masque no 2540, 2012

## Récompenses
- 2006 : prix André-Soubiran de l'Académie du Languedoc pour L'Ombre de Montfort. 1218-2001.
- 2009 : prix du jury Classé Polar pour Petits arrangements avec l'infâme.
- 2009 : grand prix du roman policier du festival international du film policier de Liège pour Cinq leçons sur le crime et l'hystérie.
- 2012 : prix du roman d'aventures pour Sur un lit de fleurs blanches.
- 2013 : prix spécial du jury du Quai de l'Embouchure du festival international des littératures policières pour Sur un lit de fleurs blanches.